# Goryphus ornatipennis
Goryphus ornatipennis là một loài tò vò trong họ Ichneumonidae.